# 天気 (Apple)
天気（てんき）は、Appleが開発している天気予報アプリで、2007年にiPhoneとiPhone OS 1のリリース以降、iOSで利用できるAppleが開発したモバイルアプリ。デバイスの現在地や他の多くの都市の天気、予報、気温、その他の指標を見ることができる。また、watchOSやApple Watchデバイス向けにも開発されているが、iPhoneに比べると機能が制限されている。
iOS 8以降、アプリの気象データ元を、以前のiOSで使用していた"Yahoo Weather"から"The Weather Channel"に変更。その後2019年3月、YahooはiOS 7以前の天気アプリのサーバーを停止した。
iOS 15のリリースに伴い、天気予報アプリ「Dark Sky」の買収後、多くの機能がAppleの天気予報アプリに搭載された。
iOS 16からはApple独自の“Apple Weather”に変更され、同APIを一般の開発者へも解放した。
iPadOS 16とmacOS Venturaでは天気アプリが追加され、利用できるようになった。

## 機能
アプリの右下にあるリストアイコンを押すことで、都市名、ZIPコードや郵便番号、空港コードなどを入力して場所を追加・削除することができる。各都市の現在の気温、最高気温、最低気温、10日間の予報、UV指数、日の出と日没の時刻、現在の風向きと風速、降雨量の測定値、現在の湿度、屋外の視認範囲、気圧が表示される 。
iOS 14では、竜巻、鉄砲水、強風、暴風雪など、政府が発令する気象情報の通知を受け取ることができるようになり、iOS 15では、アプリケーションの左下に表示される天気図を使って、気温や空気の質、複数日にわたる降水量の予報を表示することができる。iOS 16では時間帯別の気温や降水量の遷移が確認できるようになったほか、ロック画面のウィジェット表示などにも対応した。iOS 17では昨日の天気や月の満ち欠けを先月から来月まで確認することができる機能や、時間帯別の風向きや強さの遷移をマップ上で見られる機能が追加された。
macOS 15.2ではメニューバーに天気のアイコンを追加する機能が実装され、メニューバーから天気予報を確認できるようになった。

## 問題

### 69℉を表示できない問題
2021年7月、次期ソフトウェアであるiOS 15の一部のテスターが、天気アプリで69°Fの時に正確な温度が表示されないことが発覚。元Appleの開発者であるJoo Pavoは、アプリが温度データに摂氏の整数を使用し、後にユーザーインターフェースのために華氏に変換することで、変換結果ではない数値を表示できないようにしているのではないかと推測した。

### ロック画面ウィジェットに雪が正しく表示されない問題
2023年のiOS 17で、天気のロック画面ウィジェットで誤ってファイルアイコンを表示してしまうことがある問題が発見された。AppleはiOS 17.1.1でこの問題に対応し、解決した。